# 托坎廷斯州两兄弟镇
托坎廷斯州两兄弟镇（葡萄牙語：Dois Irmãos do Tocantins）是巴西托坎廷斯州的一个市镇。总面积3757.015平方公里，总人口7060人，人口密度1.9人/平方公里。